# John Galsworthy
John Galsworthy (Surrey, 14. kolovoza 1867. – London, 31. siječnja 1933.), britanski književnik.
Dobitnik je Nobelove nagradu za književnost 1932. godine.
Osnivač je Pen kluba. 